# Palais des papes de Viterbe
Pour les articles homonymes, voir Palais des papes.
Le palais des papes de Viterbe est, avec la cathédrale San Lorenzo, le plus important monument historique de Viterbe, ville du nord du Latium, laquelle fut un temps, au cours du Moyen Âge résidence pontificale. Viterbe resta le siège pontifical pendant vingt-quatre ans, de 1257 à 1281. Le choix de la capitale de la Tuscie romaine comme résidence des papes témoigne du prestige que la ville avait acquis à cette époque.

## Historique
Ce palais a été érigé dans sa forme actuelle au milieu du XIIIe siècle en rénovant et agrandissant le palais épiscopal de la ville lorsque le pape Alexandre IV, (élu en 1254), déplaça le siège de la curie pontificale à Viterbe en 1257 en raison de l'hostilité du peuple et de la bourgeoisie, fomentée par le sénateur Brancaleone degli Andalò.
L'extension et la rénovation du bâtiment a été confiée au capitaine du peuple Raniero Gatti, appartenant à une vieille famille influente de Viterbe. Il a construit entre autres une grande salle pour les audiences connue sous le nom de Salle du conclave, en raison du fait qu'elle accueillit le premier et le plus long conclave de l'histoire. (Voir: Élection pontificale de 1268-1271.) Remarquable aussi la loggia des bénédictions (mieux connue sous le nom de Loggia des papes) a été construite en 1267 par la volonté du capitaine du peuple Andrea Gatti. La visite du palais est possible en s'adressant à l'accueil du musée del colle del duomo de Viterbe (it).

## Le palais

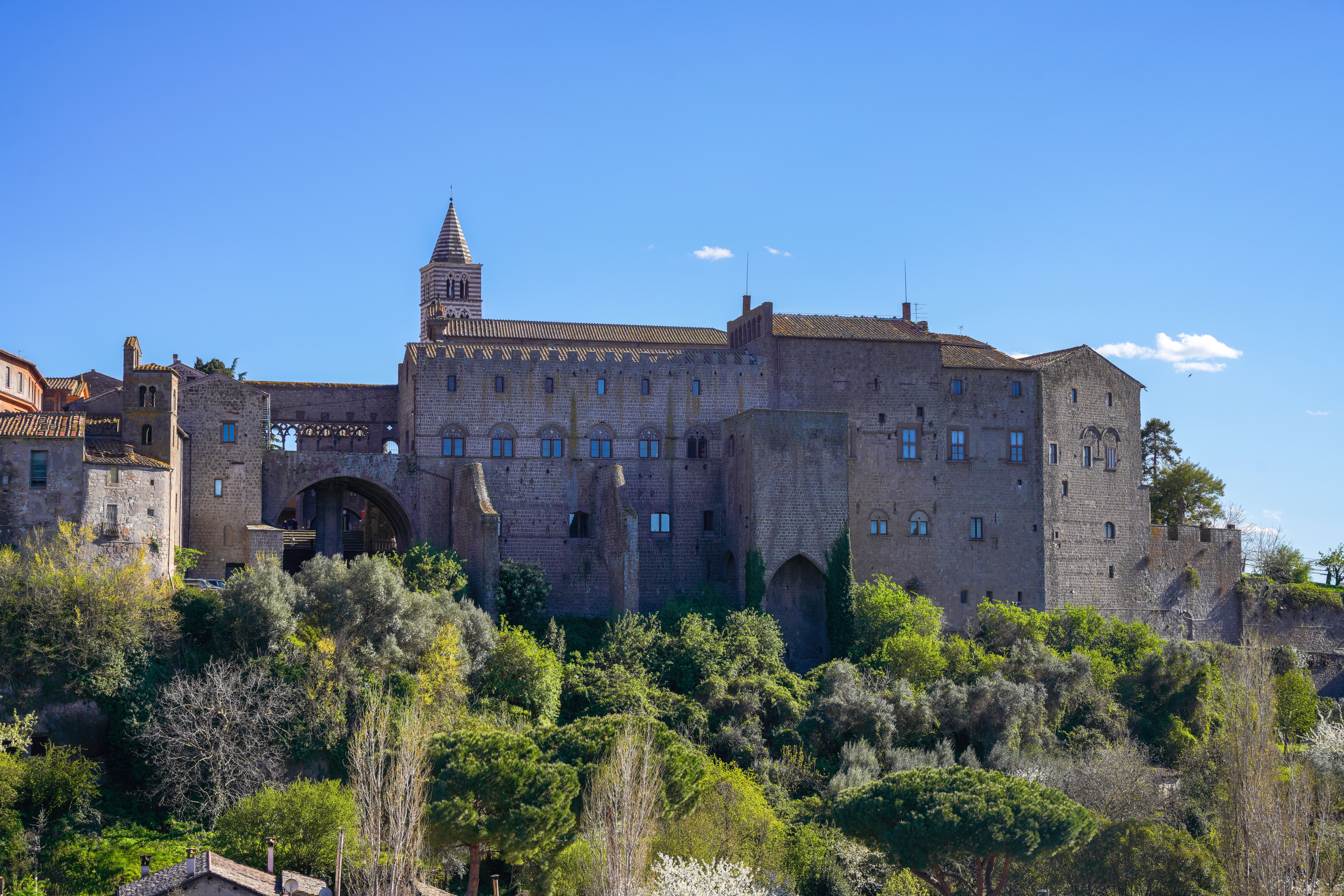
Le palais des papes de Viterbe, vu depuis la vallée du Faul.

Le palais des papes est un bâtiment massif, qui, de l'autre côté de la place, surplombe, avec de puissants contreforts la vallée du Faul. Il se termine, sur la droite, par l'impressionnante Salle du conclave, qui s'ouvre sur la place avec six fenêtres géminées surmontées de nombreuses fentes (la structure est identique de l'autre côté, vers la vallée du Faul). L'accès à la salle se fait depuis la place par un large escalier large, achevé en 1267, conduisant à une grande porte surmontée d'une voûte, sur laquelle se trouvent les armes de saint Bernardin et sur une étagère, la statue d'un petit lion. Entre le sommet de la voûte de la porte et l'étagère est placée, une plaque en pierre carrée en mémoire de Raniero Gatti.
La façade du Palais est ornée de créneaux rectangulaires, placés exactement en dessous de la bordure du toit. À côté du portail monumental est située une ouverture plus petite, également avec une voûte en arc en plein cintre, à laquelle on accède par une passerelle et à travers une porte qui donne accès direct au balcon de la loggia, juste après la sortie de la Salle du conclave sur la loggia. L'escalier est surmonté par un arc brisé et donne accès à une salle qui se trouve juste en dessous de celle du conclave.

## La loggia

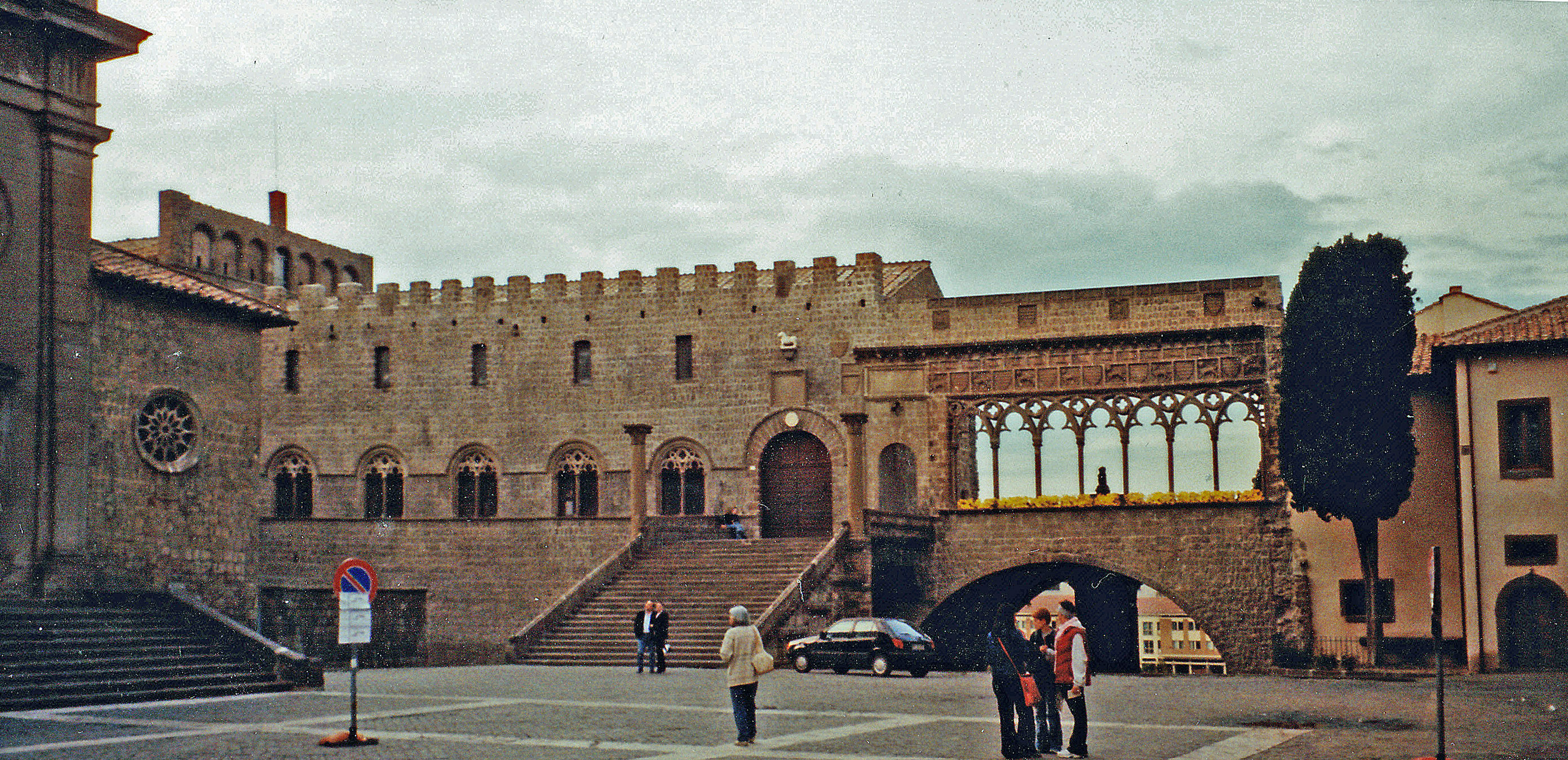
Le palais des papes et la loggia, depuis la piazza San Lorenzo.

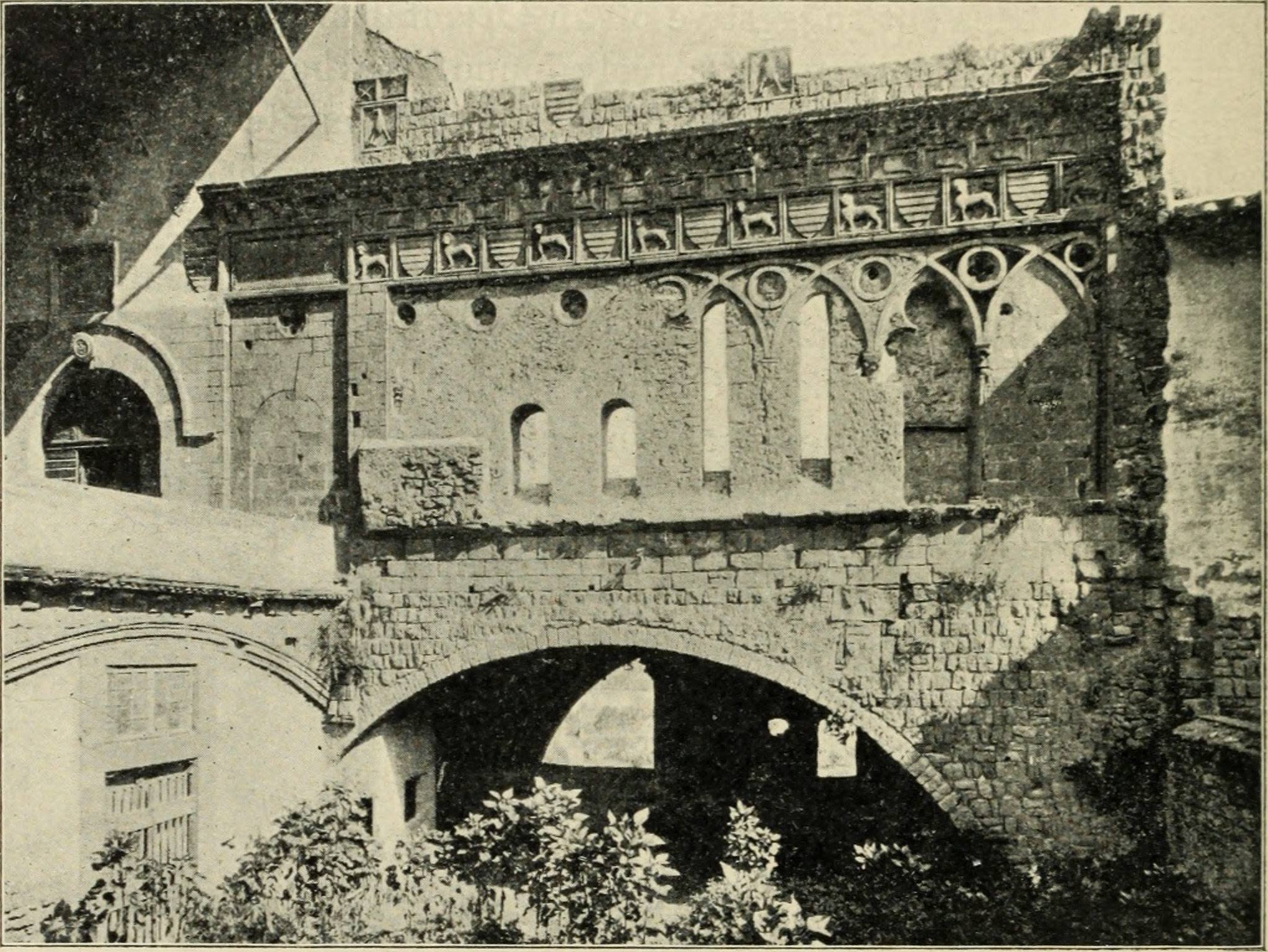
La loggia en 1901, avant restauration.

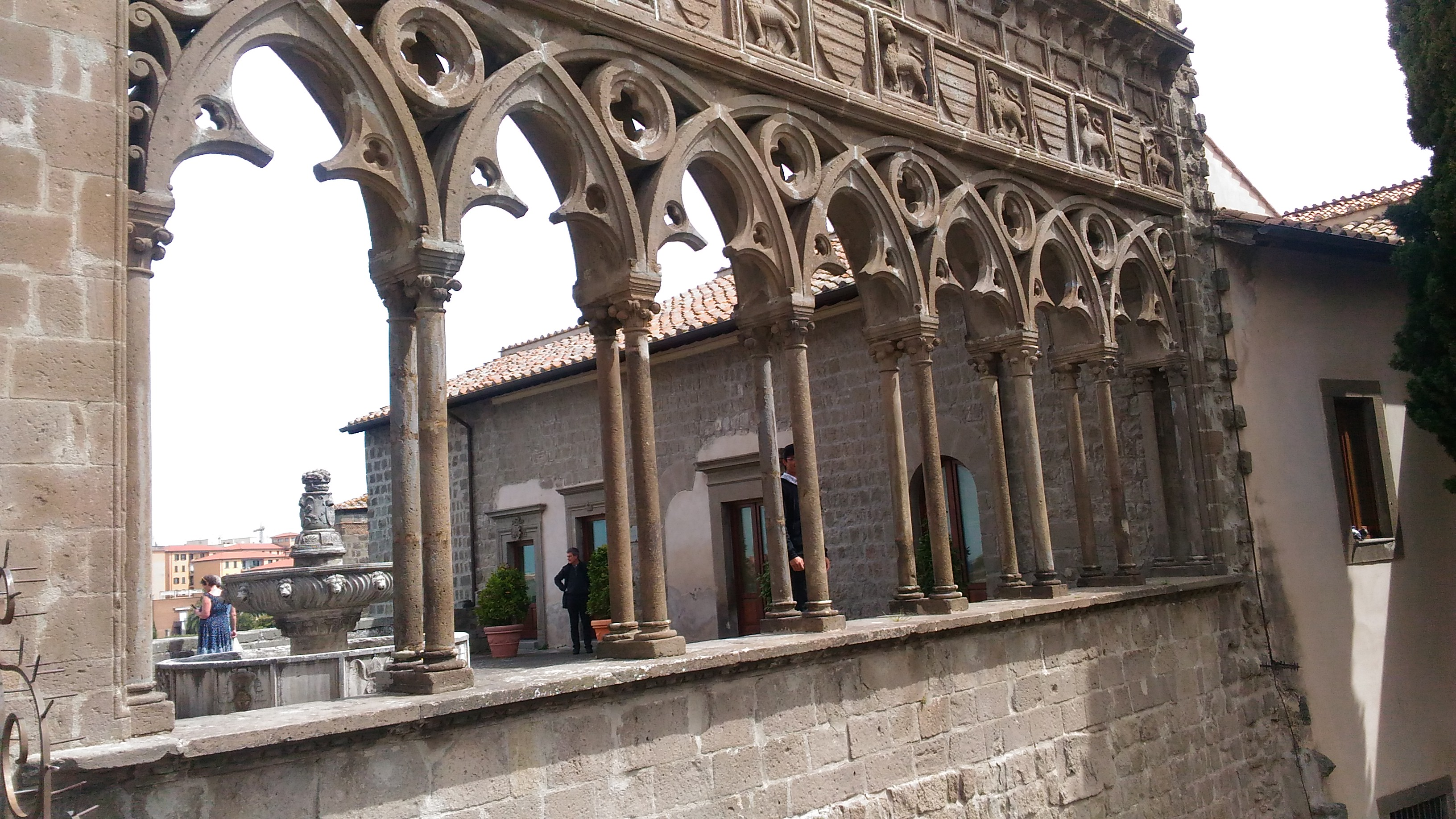
Les ouvertures gothiques de la loggia, restaurées.

La loggia, dite Loggia des bénédictions (sur laquelle le pape se présentait en sortant de la Salle du conclave), s'ouvrant sur le côté de la place, est couverte de voûtes soutenues par des colonnes élancées. Au centre, il y a trois arches avec arc en plein cintre et sur les côtés deux démarchés, se terminant en haut avec les murs, respectivement du palais (à gauche) et de la curie (à droite). À celles-ci s'entrecroisent trois autres, produisant alors l'effet de sept ouvertures ogivales s'appuyant sur six colonnes avec des arcs trilobés. Tout au long de la partie supérieure des arcs court un entablement dont la face inférieure est agrémentée de panneaux carrés portant les armes de la ville, de l'empereur et du pape.
La partie plane de la loggia se compose d'une galerie au centre de laquelle se trouve une fontaine du XVe siècle, ornée sur le bord du bassin avec les armes de la famille Gatti. Au-dessus du bassin se trouve une vasque surélevée dans laquelle jaillissent des jets d'eau depuis des gargouilles en forme de tête de lion et surmontée, au centre, d'un pinacle. La loggia est soutenue par deux arcs surbaissée et par un énorme pilier octogonal. La partie de la loggia du côté opposé de la place était originellement dotée du même ensemble d'arcades et de colonnes, structure qui était, de même que la façade sur la place, couverte d'un toit. En 1325, le toit et la structure en arcades du côté de la vallée du Faul se sont effondrés et depuis cette date, la galerie de la loggia est à ciel ouvert.

## Papes ayant résidé à Viterbe

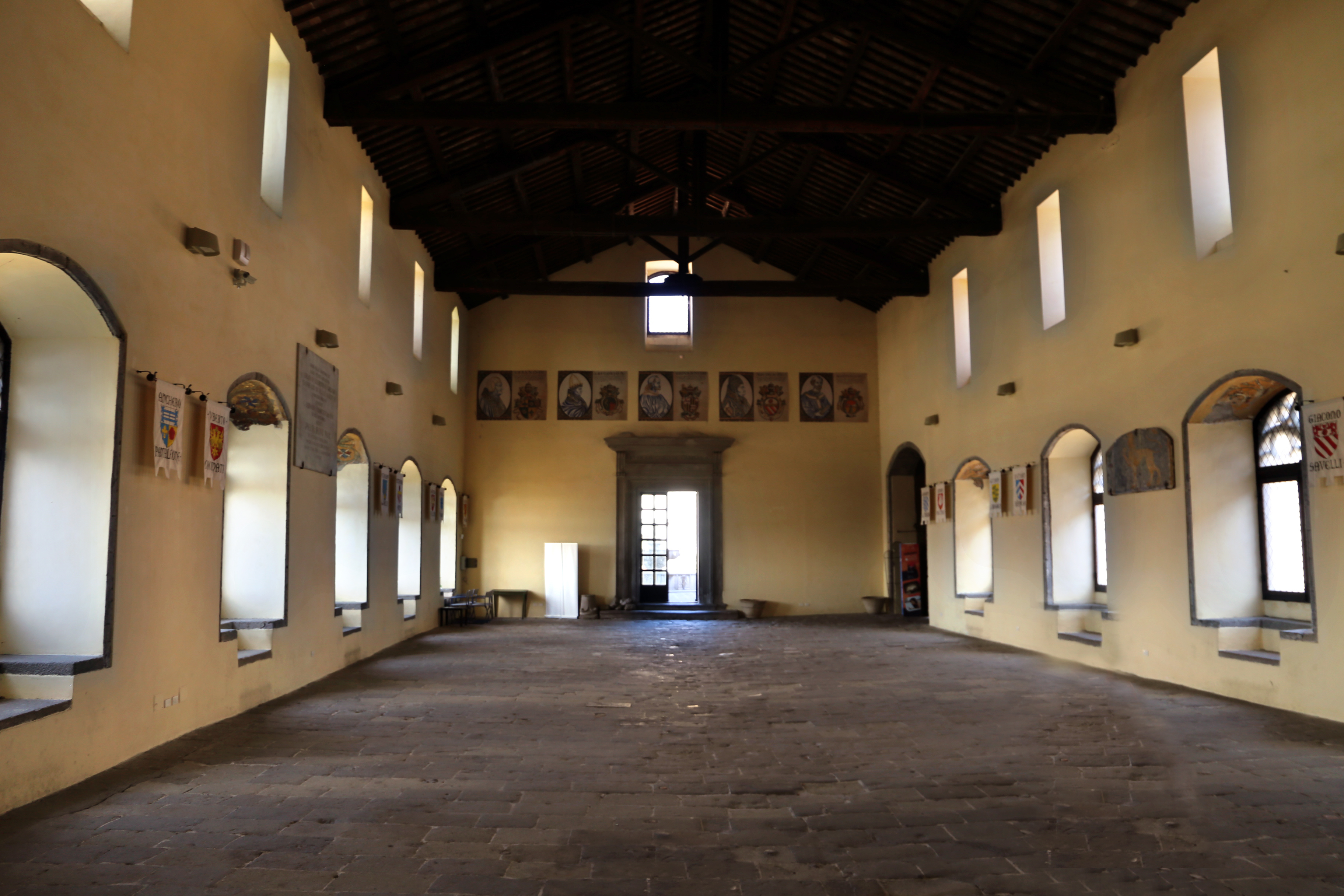
La salle du conclave du palais des papes de Viterbe.

- Alexandre IV, pape de 1254 à 1261 (s'établit à Viterbe en 1257) ;
- Urbain IV, pape de 1261 à 1264 (il partage sa résidence entre Orvieto et Viterbe) ;
- Clément IV, pape de 1265 à 1268 (celui-ci a presque toujours vécu à Viterbe au cours de son pontificat) ;
- Grégoire X, pape de 1271 à 1276[2] (Grégoire X demeura en réalité à Viterbe à peine plus d'un mois, entre les mois de janvier et de mars 1272) ;
- Innocent V, pape du 21 janvier au 22 juin 1276 (demeuré à Viterbe une quinzaine de jours, peu de temps après son élection, et sa rencontre avec Charles d'Anjou) ;
- Adrien V, pape de juillet au 18 août 1276 (Adrien V a passé la majeure partie de son bref règne dans le couvent à côté de l'église San Francesco alla Rocca) ;
- Jean XXI, pape du 15 septembre 1276 au 20 mai 1277 (demeura presque toujours à Viterbe) ;
- Nicolas III, pape de 1277 à 1280 (se partagea entre Viterbe, Rome et Soriano nel Cimino) ;
- Martin IV, élu le 22 février 1281 (ce dernier abandonnera Viterbe aussitôt après son élection).

Martin IV, né Simon de Brion, fut le dernier pape de la « période de Viterbe » de la papauté. Élu après un long (six mois) et difficile conclave (le capitaine du peuple de Viterbe, Annibaldo Annibaldi, partisan de la faction angevine, est intervenu au cours du conclave, faisant arrêter deux cardinaux et empêchant le cardinal protodiacre Matteo Rubeo Orsini, neveu de Nicolas III, d'y participer), il a été intronisé à Orvieto, en raison de l'hostilité du peuple romain envers un pape français, et il décréta l'abandon de Viterbe, en tant que siège pontifical, précisément en raison de la forte ingérence des autorités de la ville au cours du conclave qui l'avait élu.
Le siège pontifical ne revint jamais dans cette ville.

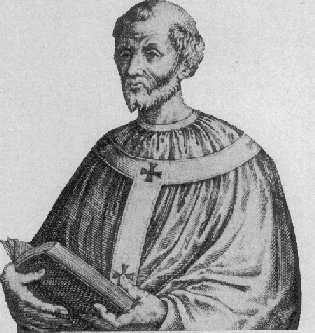
Alexandre IV
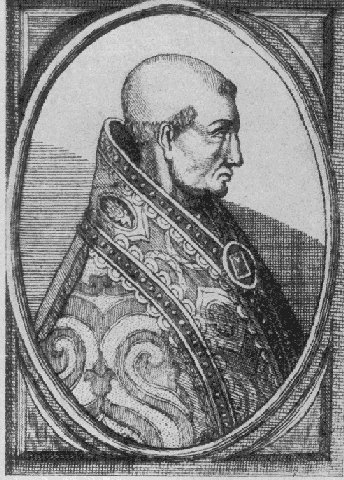
Urbain IV
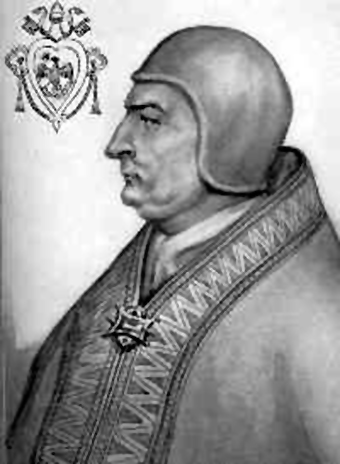
Clément IV
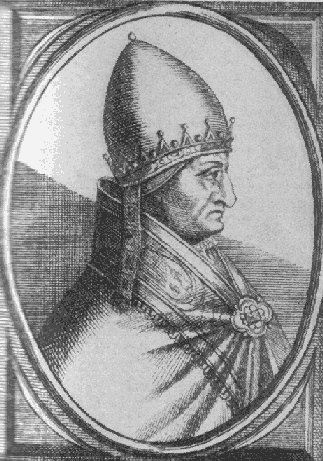
Grégoire X
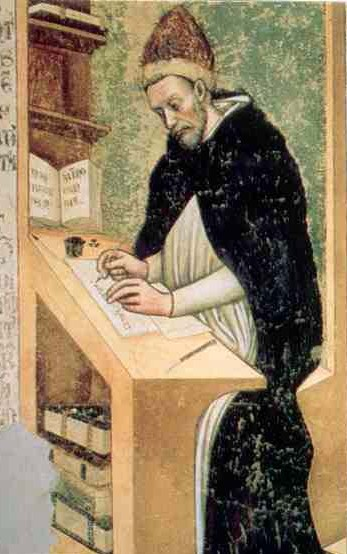
Innocent V
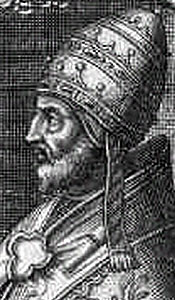
Adrien V
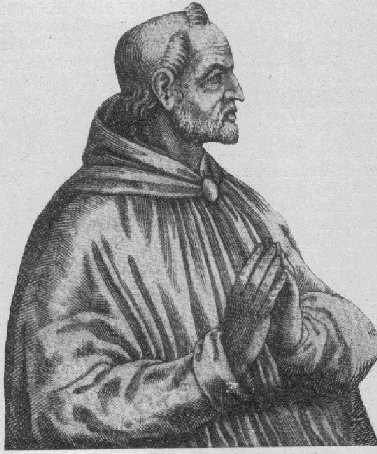
Jean XXI
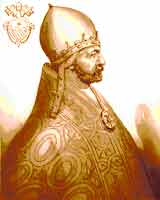
Nicolas III
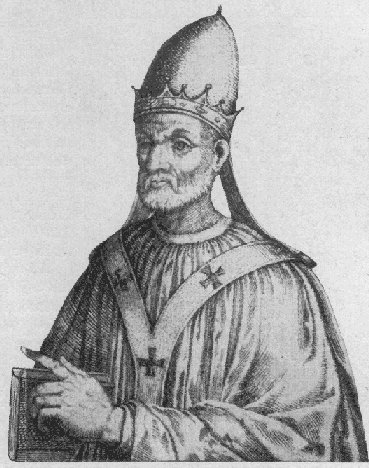
Martin IV